# 1920년 하계 올림픽 양궁
1920년 하계 올림픽 양궁은 벨기에 안트베르펜에서 개최된 1920년 하계 올림픽의 경기 종목이다.

## 참고 문헌
- “1920년 하계 올림픽 양궁 경기 결과”. 국제 올림픽 위원회. (영어)
- “1920년 하계 올림픽 양궁”. sports-reference.com. 2011년 11월 28일에 원본 문서에서 보존된 문서. 2014년 3월 10일에 확인함. (영어)

| 올림픽 양궁 |                                         |           |
| 이전 대회   | 1920년 하계 올림픽 양궁 안트베르펜 1920 | 다음 대회 |
| 런던 1908   | 1920년 하계 올림픽 양궁 안트베르펜 1920 | 뮌휀 1972 |